# Giovanni Gastel
Giovanni Gastel (Milán, 27 de diciembre de 1955-Ibidem, 13 de marzo de 2021) fue un fotógrafo italiano.

## Biografía
Hijo de Giuseppe Gastel y de Ida Visconti di Modrone, era el menor de siete hermanos. Su abuelo fue el cineasta Luchino Visconti, de quien aprendió un profundo sentido estético, combinado habitualmente con una mirada de realidad.
Giovanni Gastel comenzó a interesarse por la fotografía a comienzos de la década de 1970.
En 1981 comenzó a trabajar para numerosas revistas de moda, entre ellas: Vogue, Elle y Vanity Fair, colaborando también con marcas de fama mundial como Dior, Trussardi, Krizia, Tod's y Versace.
Durante estos años de intenso compromiso profesional, comenzó a desarrollar su estilo personal, caracterizado por una ironía poética. Su pasión por la historia del arte lo llevó a introducir el gusto por la composición equilibrada en las fotografías. Sus referencias son el arte pop y la obra fotográfica de Irving Penn.
El Museo Nacional de las artes del siglo XXI de Roma (MAXXI), le dedicó una exposición titulada "Giovanni Gastel. La gente que me gusta" en homenaje a su dilatada trayectoria (15 de septiembre de 2020 - 5 de marzo de 2021).

## Referencias

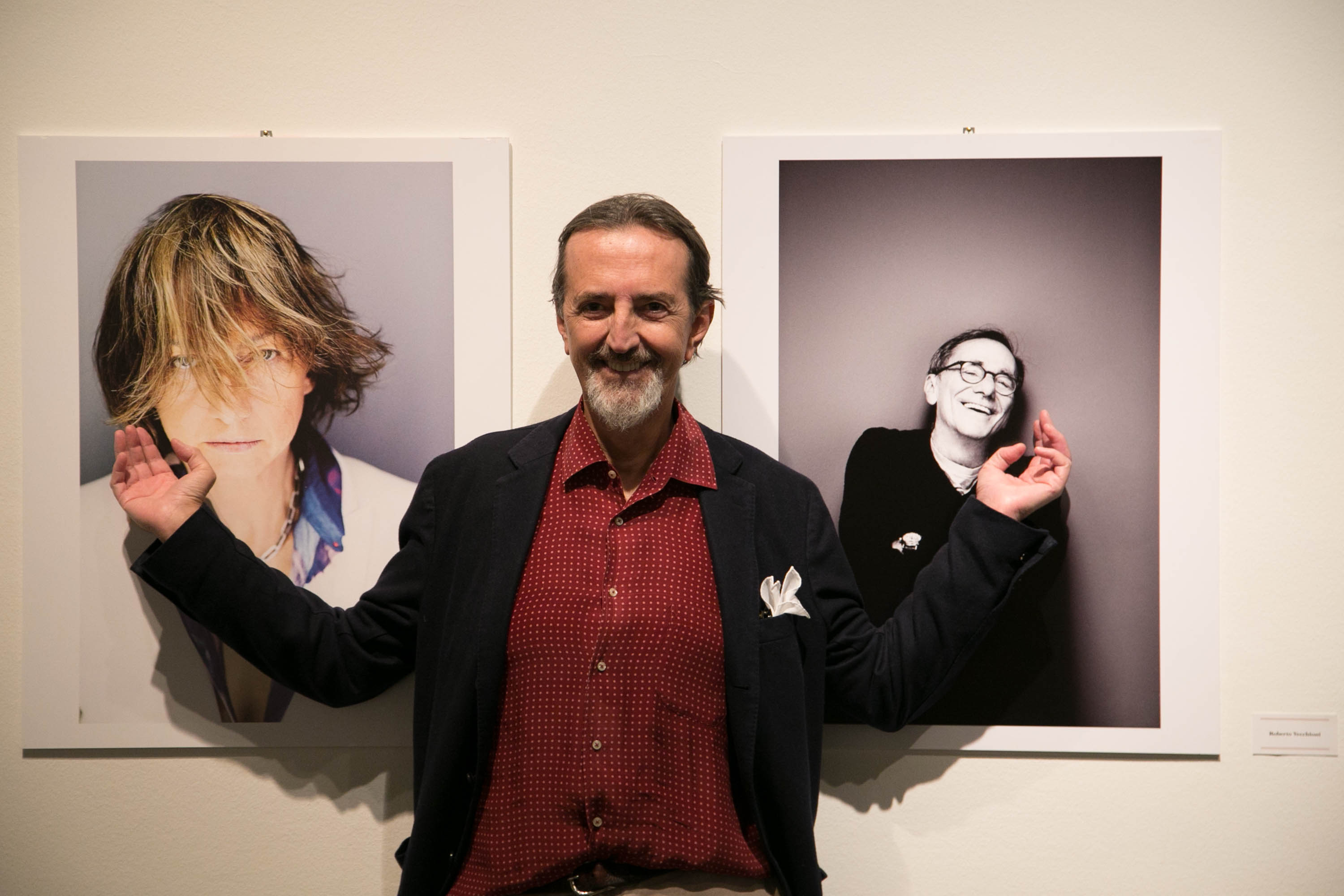
Giovanni Gastel en Parma (Italia), el 3 de febrero de 2017